# Cinema Teatro La Torre
Il Cinema Teatro La Torre è  un cineteatro situato a Rescaldina e progettato dall'architetto Vico Magistretti. Il cineteatro è posto all'interno della struttura del Centro Ricreativo Circensia.

## Storia
Il teatro è stato costruito tra il 1954 e il 1956 dal progetto del centro ricreativo Circensia, per volontà delle le associazioni culturali locali e la ditta Bassetti.
Tra gli anni 70 e 80 molti cantautori e gruppi musicali hanno utilizzato il cinema Teatro La Torre come sala prove, offrendo a volte ai cittadini concerti gratuiti come “date zero” dei loro tour. Nell’arco di circa vent'anni, sono passati a Rescaldina artisti importanti tra cui: Franco Battiato, Fabrizio De André, PFM, Roberto Vecchioni, Mango, Alice, Garbo, Giuni Russo, New Trolls, Eugenio Finardi, Stormy Six, Elio e Le Storie Tese, Eros Ramazzotti, Gianluca Grignani.
La chiusura definitiva è arrivata nel 1998. Il cineteatro è passato di proprietà alla parrocchia Santi Bernardo e Giuseppe.
Negli anni sono state diverse le proposte per riqualificare il complesso, un vero e proprio polo culturale di Rescaldina. Tuttavia al 2024 il teatro risulta ancora chiuso: si stima che il costo dell’intervento necessario alla riqualificazione si aggiri tra i due e i tre milioni di euro.

## Descrizione
Il complesso era inizialmente composto da due diversi fabbricati tra loro posti perpendicolarmente. Il primo a pianta rettangolare, ospitava all'ingresso il bar che si affacciava su via Barbara Melzi; il secondo invece presentava una sala cinematografica avente una campienza di 550 posti, che si sviluppava su una pianta a doppio imbuto. I due blocchi erano collegati per mezzo di un cortile, avente un campo da bocce. Gli interni del centro ricreativo annesso al cinema, presentavano una pavimentazione, in laste di marmo bianco e nero. La muratura era costituita da mattoni a vista, che presentavano a volte piccole campiture bianche.
Le strutture portanti erano formate da una serie di portali sagomati in cemento armato. Sotto la copertura trovavano posto una serie di gradinate.